# Alexandra Petzschmann
Alexandra Petzschmann (* 2005) ist eine deutsche Kinderdarstellerin. Im 2019 erschienenen Film Die drei !!! spielt sie die Rolle der Franzi.

## Filmografie
- 2019: Die drei !!!